# Rhyacophila chilsia
Rhyacophila chilsia är en nattsländeart som beskrevs av Donald G. Denning 1950. Rhyacophila chilsia ingår i släktet Rhyacophila och familjen rovnattsländor. Inga underarter finns listade i Catalogue of Life.